# インクカートリッジ

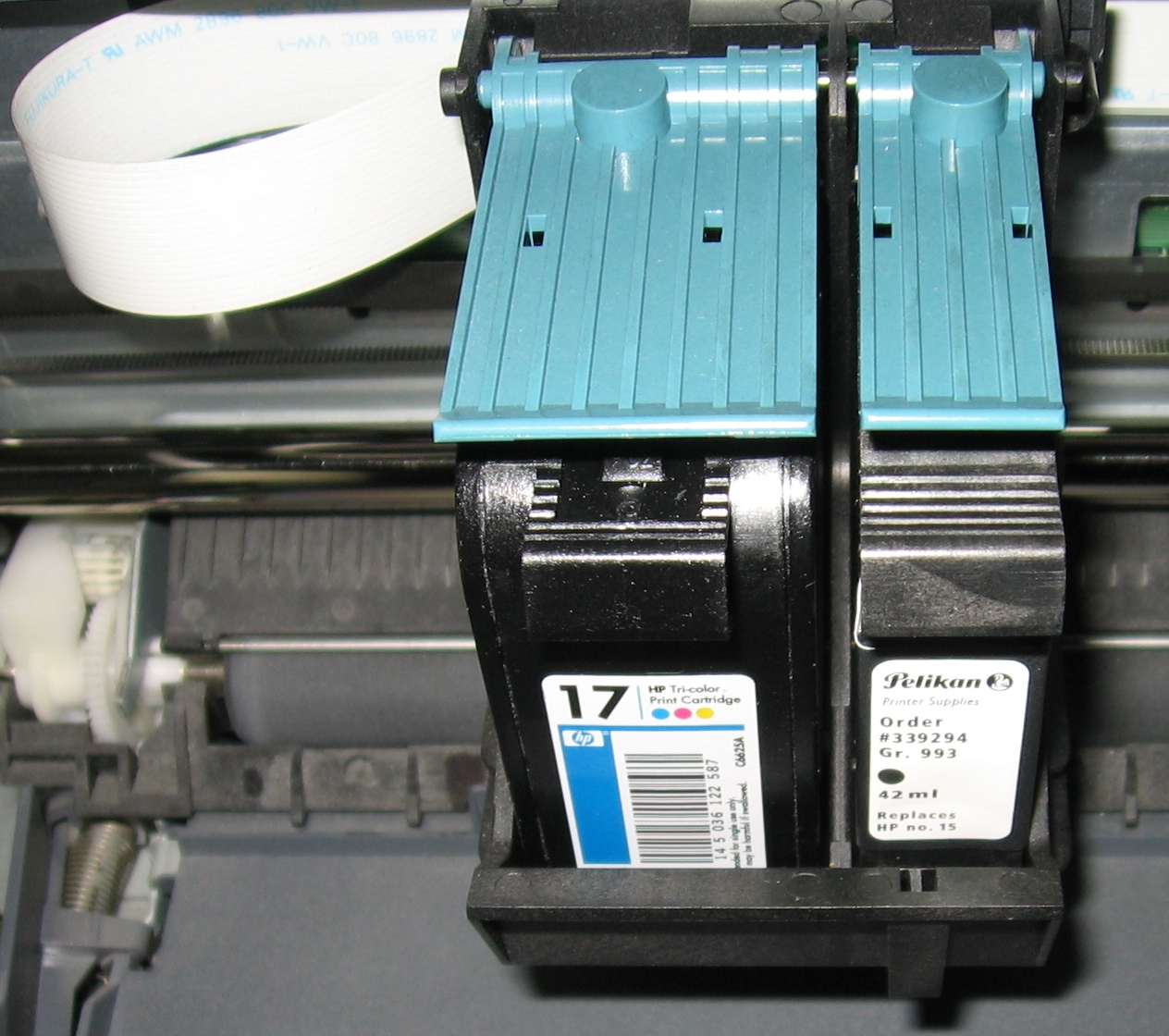
プリンターのインクカートリッジ

インクカートリッジ (Ink cartridge) とはインクを詰めた詰め替え容器のことである。かつては万年筆用のインクタンクのことを指していたが、万年筆の需要低迷と相反するようにインクジェットプリンターの需用量が増加。2011年現在では、プリンターのインクを詰めた容器のことをいうことが多い。

## 構造
インクタンクに水溶性のインクが入っている。カートリッジによっては交換式印字ヘッド（ノズル）のある物もある。また初期のものは1つのカートリッジに複数色入ったものが多かったが、この方式では使用状況によって各色インクの使用量にバラつきが出ることによって1色が使い切って他の色のインクが残った状態でも全色でインク交換となってしまうため効率が悪く、現在では各色それぞれに個別のカートリッジを設けて交換頻度やインク使用量の効率化を図っている機種が多い。

## 容量
ポスターや垂れ幕印刷などに使われる大判プリンター用のインクカートリッジ内のインク容量は100〜700ml程度、一般家庭用プリンター用インクカートリッジ内のインク容量は8ml～38ml程度、プリンター本体のインクタンクに補充するタイプで12〜170mlで、カートリッジの大きさや色によって異なる。また、同じ形状のカートリッジでインク容量を増やした大容量タイプや、逆にインク容量を減らした小容量タイプが売られている。

## 純正品と非純正品
インクカートリッジには、プリンターを製造したメーカーの純正品と、不要になった空のカートリッジをリユースして詰め替えたり、中にはまったく別のカートリッジに独自のインクを充填して造られるサードパーティー品（非純正品　互換品ともいう）がある。純正品は一部を除き、比較的高価と感じられる価格で販売されているが、これは一部を除き、プリンターの販売価格を抑える代わりにインクの代金に製造コストを上乗せして販売するためとされる。これはキング・キャンプ・ジレットが安全剃刀のホルダーを赤字となるほどの低価格で販売することで普及させ、消耗品である刃を継続的に買わせることに成功した「剃刀と替え刃のビジネスモデル」と同じ手法である。
逆に、プリンターの販売価格を抑えずにインクの代金を抑えている機種もあり、プリンター本体のインクタンクの補充口からメーカー純正のインクボトルからインクを補充する形態の機種に多い。大量にプリントする場合は枚数にもよるが数年で元が取れる場合がある。

### リサイクルインクカートリッジ

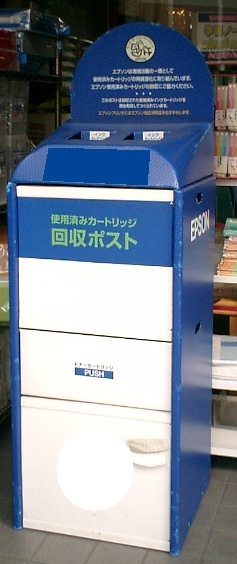
インクカートリッジ回収箱

価格差を埋めるように廃カートリッジを収集し、インクを詰め替える再生業者が多数現れている。特にサードパーティー品の製造は、使用済みの純正インクカートリッジをいかに確保するかが勝負となる（再生業者に零細企業が多いことも理由）。
このため、サードパーティー品の駆逐を目指すプリンター製造メーカーも入り乱れて量販店の店頭ではリサイクルボックス（空きカートリッジ回収箱）の設置競争が行われている。メーカーとサードパーティーの回収ボックスが並べて置かれている光景も珍しくない。

#### プリンターメーカーのインクカートリッジ回収活動
使用済みインクカートリッジの回収に関しては、各メーカーが販売店店頭に回収ポストを設置したり、キヤノンやセイコーエプソンではベルマーク運動への参加で教育機関からの回収を行っていたが、2008年4月からはプリンターメーカー6社が協同して「インクカートリッジ里帰りプロジェクト」を始めることとなった。
参加メーカー
- ブラザー工業
- キヤノン
- デル（2019年3月末回収終了）

- セイコーエプソン
- 日本HP（旧日本ヒューレット・パッカード）
- レックスマーク（2016年3月末回収終了）

カートリッジは回収後、セイコーエプソンの障害者雇用施設（同社特例子会社のエプソンミズベ株式会社）で仕分け作業を行う。回収、仕分け後のカートリッジの再利用に関しては各社で対応がまちまちであり、例としてキヤノンでは「再び同じインクカートリッジにリサイクルする」（すなわち、純正品としてのリユース）としエプソンでは「インクカートリッジに限らず、新しい製品の材料とするマテリアルリサイクル」を行うとしている。
また「サードパーティー」といわれるメーカーでもこれらの使用済みインクカートリッジを回収、再使用が可能なものを選び、汚れ落しなどのクリーニングをした後にインクを補填した「互換リサイクルインク」として発売する場合もある（この場合でも、再使用が難しいカートリッジはマテリアルリサイクル、またはサーマルリサイクル（焼却熱）としている）。
リサイクル互換インクの一部製品ではICチップのリセットが暗号化され不十分であるためインク残量が表示されない（該当色の残量部は灰色での表示となる。但し、インク切れの警告は出る）が、問題なく使用することが可能とされている。
また、近年の製品では、ICチップを1度しか書き込みが出来ない素子で構成して、物理的に書き換えが不可能な仕様となっているため、サードパーティーメーカーでは、独自技術を採用したICチップに貼り替えて、インク残量表示に対応している（後述の裁判参照）。

### 詰め替え用インク・汎用カートリッジ
サードパーティーメーカーの場合（ユニオンケミカー他）は本体のカートリッジはそのまま利用し、無くなったらICリセッターを使ってメモリーを一度消去した上で、インクの中身を詰め替えるという商品もある（但し、ユニオンケミカーの「よくある質問」によると、「純正品以外のサードパーティー商品のカートリッジに詰め替えた場合は、インク漏れ、（ヘッドの詰まりによる）かすれなどが発生するので絶対使わないようにしてください」「純正インクと混合させると、インクによっては凝集（インク粘度変化）が発生し、プリンターヘッドを交換する恐れがあります。また互換品の場合カートリッジの形状が異なるため、注入口も開けられない・栓ができないといった弊害が起こる場合もありますので、必ず純正カートリッジで詰め替えるようにしてください」と呼びかけている）。
また、純正品のリサイクルカートリッジ以外の完全オリジナルの「汎用カートリッジ」といわれる互換品の場合は、外観（取り出し用の取っ手の有無、ICチップの違い、その他）が異なってしまうというケースがある。これはプリンターメーカーがこれらのカートリッジの構造を特許出願しており、純正メーカー品と全く同じ構造にしてしまうと知的財産権の侵害を犯す可能性があり、作ることができないとされている(そのため、リサイクルカートリッジをふくむ互換品には、「○○(純正メーカー)とは関係なく製造したものです」との説明書きがある)。が、インクカートリッジメーカーが実際にそれに適合・互換したプリンターでの動作確認を行っている
インクタンクの無駄なスペースを排した独自容器に純正カートリッジの2倍程度の量のインクが入っている商品なども存在する。ただしこの場合、一部商品では認識できなかったり、空打ちなどによりプリンターの破損・損壊を起こす可能性があり、対応するインクであっても不適合となる商品もある。（例としてEPSONIC-50互換の対象製品の一部など）
プリンター製造各社はインクカートリッジ裁判を横目で見るように、インクカートリッジにインク残量を検出するICチップを装着。これはインクを使い切った後に詰め替えたとしても、プリンター側でインクの残量0と判断するため、再利用できない仕組みとして登場した。これに対してサードパーティー側は、ICチップの設定を満タンに戻すリセッターをセットで販売して抵抗している。

### 互換インクカートリッジの成分
但し、これらのサードパーティーメーカーが製造した互換インクカートリッジは純正品と必ずしも成分が一致するとは限らないため、若干色ムラが発生する場合があり、エコリカがYouTubeで公開した成分チャートの分析（キャノンBCI-321C互換）では、一部のリサイクルインク製造メーカーの成分で、ナトリウムイオン濃度が低い反面、カルシウムイオン濃度が高く、これがプリンター本体に故障を与える可能性があるとしている。
このため、互換品を詰めて印刷したことを起因として故障した場合、プリンターのメーカーの無料保証期間であっても、有償修理となる場合があるとして警告しているが、一部のサードパーティーのインクメーカーがそれによって起きた故障でのアフターケアーサービスを行う場合もある。
ただ、エコリカやジットなどは、極力純正品の成分に近づけられるように調整しており、「純正品との混合使用も可能」と説明している。

### 代表的なサードパーティーのインクメーカー

#### 互換（リサイクル含む）カートリッジの製造
- ジット
- プレジール
- エコリカ
- オーム電機

#### 詰め替え用インクの製造
- ユニオンケミカー
- エレコム
- サンワサプライ
- アーベル

#### 互換（リサイクル含む）カートリッジ・詰め替えインク双方とも製造
- DAISO（100円ショップ）（製造元：Japan Ink）
- エコ・ラ

### 訴訟・裁判
- キヤノンは2002年、東京都豊島区のリサイクル・アシストを特許侵害で提訴した。これは、キヤノン製の使用済みカートリッジに中国でインクを詰め替え輸入・販売しようとする行為が、特許を侵害しているとしたものである。2004年の一審判決でキヤノンが敗訴、2006年の二審ではキヤノンが逆転勝訴している。この他にも多くの裁判事例が発生している[17][18]。
- 2020年10月、エコリカがキヤノンを相手取り、インクカートリッジのICチップの仕様をインクを充填し、リセッターに掛けたものであっても「残量なし」と表示され、事実上インクが使用できないように変更されたとして、「カートリッジの再利用できないのはユーザーの選択肢を奪う行為で不当だ。品質の良い純正品と環境にやさしく値段も安いリサイクル品のどちらを選ぶかをユーザーが決められるようにすべきだ」として、損害賠償訴訟を求める訴えを大阪地方裁判所に訴えた[19]。2023年6月2日、大阪地方裁判所は、インク残量の確認はプリンターの表示以外でも可能だと指摘し、「仕様の変更が不当とまではいえない」としてエコリカの請求を棄却する判決を言い渡した[20]。エコリカは控訴したが2024年9月12日、大阪高裁は訴えを棄却している[21]。
- 2021年10月、エレコムがブラザー工業を相手取り、インクジェットプリンターの設計を変えて純正品のインクカートリッジしか使えないようにしたとして、損害賠償訴訟を求めた裁判で、東京地方裁判所は、設計変更が独占禁止法違反にあたると認め、約150万円の賠償をブラザー工業に命じた[22]。